# Ceylin del Carmen Alvarado
Ceylin del Carmen Alvarado (* 6. August 1998 in Cabrera, Dominikanische Republik) ist eine niederländische Radsportlerin, die im Cyclocross, Mountainbikesport und Straßenradsport aktiv ist.

## Leben
Ceylin Alvarado wurde 1998 in der Dominikanischen Republik geboren. Ihr Vater Rafael, Zimmerer von Beruf, zog in die Niederlande, und der Rest der Familie folgte, als sie fünf Jahre alt war. Die Familie lebt im Rotterdamer Stadtteil Beverwaard.
Alvarado ist seit 2020 liiert mit dem belgischen Radsportler Roy Jans, mit dem sie im flämischen Hoeselt nahe der belgisch-niederländischen Grenze lebt. Am 2. August 2025 heiratete das Paar im belgischen Riemst.

## Sportlicher Werdegang
Ihre sportliche Laufbahn begann Alvarado in der Leichtathletik, früh wechselte sie zum Radsport beim Rotterdam Cycling Club Ahoy. Ab 2016 fuhr sie zusammen mit ihrem Bruder für das belgische Cyclocross Team Kleur op Maat, 2017 wechselte sie zu  Beobank-Corendon, dem Team von Sanne Cant und Mathieu van der Poel, und 2020 zu Alpecin-Fenix.
In der Saison 2017/18 errang Alvarado bei den U23-Cyclocrossweltmeisterschaften die Silbermedaille, in der Saison darauf Bronze. Sie wurde U23-Europameisterin und entschied 2019 sowie 2020 die Gesamtwertung der U23-Superprestige-Serie und der DVV Trofee für sich. 2019/20 wurde sie Weltmeisterin der Elite sowie U23-Europameisterin. Im Januar 2020 wurde sie zudem niederländische Elitemeisterin. Im November 2020 gewann sie die Europameisterschaften der Elite 2020/2021.
In der Saison 2021/2022 musste sie eine vierwöchige Pause einlegen, weil sie die gewohnte Leistung nicht abrufen konnte. Als Ursache wurde schließlich ein gestörtes Blutbild angegeben. Doch auch nach der Saisonhälfte hatte sie diese Krise nicht überwunden und litt unter den ausbleibenden Erfolgen. Ihr Teammanager Roodhooft wurde nach ihrer Aufgabe beim Superprestige Heusden-Zolder 2021 mit den Worten zitiert: „Es geht ihr einfach nicht gut. Auf die Dauer verliert man die Moral und das ist heute mit Ceylin passiert.“ Sie erreichte zwar in der Saison einige achtbare Platzierungen unter den ersten fünf, auch bei Weltcup-Rennen, und insgesamt fünf Podiums-Platzierungen, aber nicht einen einzigen Sieg.
In der Saison 2022/2023 konnte Alvarado wieder erfolgreicher agieren: Zwar blieb sie in 31 Rennen regelmäßig hinter ihren drei 21-jährigen Landsfrauen van Empel, Pieterse und van Anrooij zurück, aber sie erzielte 16 Podiumsplatzierungen, darunter fünf Siege, gewann die Superprestige-Cyclocross-Serie und schloss die Saison mit dem 3. Rang in der Cyclocross-Weltrangliste ab. Auch bei den Meisterschaften dieser Saison konnte sie sich im Kreis der Weltbesten platzieren und wurde jeweils Zweite bei der Europameisterschaft 2022 sowie bei der niederländischen Meisterschaft.
In der Saison 2023/2024 erzielte Alvarado in ihren ersten 19 Renneinsätzen 18 Podiumsplatzierungen, davon beendete sie sechs Rennen als Siegerin, u. a. die Weltcup-Rennen in Dendermonde, Troyes und Namur. Danach laborierte sie wieder an Rückenproblemen: So musste sie das Weltcup-Rennen am 7. Januar 2024 in Zonhoven auslassen.
Nach einem dritten Platz beim Weltcup-Rennen in Benidorm konnte sie sich schließlich den Sieg in der Weltcup-Gesamtwertung 2023/24 sichern – zum ersten Mal in ihrer Karriere. Mit dem dritten Platz beim letzten Lauf der Superprestige-Serie, dem Noordzeecross in Middelkerke, gewann sie auch die Gesamtwertung der Superprestige-Cyclocross-Serie, zum dritten Mal nach 2020 und 2023. Nachdem Alvarado die Cyclocross-Saison 2023/2024 nach dem Noordzeecross vorzeitig wegen der andauernden Rückenprobleme beenden musste, konnte sie dennoch die Saison auf Platz 1 der UCI-Weltrangliste abschließen.
Auch in die Saison 2024/2025 startete Ceylin del Carmen Alvarado mit zahlreichen Erfolgen: In den ersten 10 Rennen gelangen ihr sechs Siege, nur einmal verfehlte sie mit einem 4. Platz das Podium. Mitte November traten allerdings wieder gesundheitliche Probleme auf, die sie nach einem enttäuschenden fünften Platz beim ersten Saison-Weltcup in Antwerpen zu einer dreiwöchigen Pause zwangen. Danach konnte Alvarado zunächst mit Siegen bei den Weltcup-Austragungen in Namur und Zonhoven wieder an die Erfolge zu Saisonbeginn anknüpfen. Beim Weltcup in Hulst musste sie sich wegen schwerer Verdauungsprobleme mit einem 8. Platz begnügen.
Einen Tag nach ihrem Sieg in Zonhoven gewann Ceylin Alvarado auch den zur Superprestige-Serie zählenden Cross in Mol, doch sollte dies ihr letzter Saisonsieg sein: Nach einer Aufgabe beim Weltcup in Dendermonde konnte sie nur noch für ihre Verhältnisse mittelmäßige Ergebnisse erzielen und beendete die Saison frühzeitig nach der Weltmeisterschaft in Liévin.
Ceylin Alvarado startet auch bei Mountainbike- sowie bei Straßenrennen. 2020 belegte sie beim Grand Prix d’Isbergues Platz acht. 2023 platzierte sie sich bei zwei internationalen Etappenrennen: Bei der Thüringen Ladies Tour wurde sie Gesamtachte, beim Giro della Toscana Femminile belegte sie den vierten Platz im Gesamtklassement.

## Ehrungen
2020 wurde Ceylin del Carmen Alvarado mit der Gerrie Knetemann Trofee als niederländische Nachwuchs-Radsportlerin des Jahres ausgezeichnet.

## Erfolge (Cyclocross)
2017/18
- U23-Weltmeisterschaft

2018/19
- U23-Weltmeisterschaft
- U23-Europameisterin
- U23-Gesamtwertung Superprestige
- U23-Gesamtwertung DVV Trofee
- U23-Weltcup-Gesamtwertung
- Niederländische U23-Meisterin
- Brussels Universities Cyclocross, Brüssel

2019/20
- Weltmeisterin
- U23-Europameisterin
- U23-Gesamtwertung und Elite-Gesamtwertung Superprestige
- U23-Gesamtwertung und Elite-Gesamtwertung X²O Trofee
- U23-Weltcup-Gesamtwertung
- Elite-Weltcup-Gesamtzweite
- Niederländische Meisterin
- Berencross, Meulebeke
- Großer Preis von Neerpelt, Neerpelt
- Cyclocross Gieten
- Cyclocross Ruddervoorde
- Duinencross Koksijde
- Hotondcross, Ronse
- Azencross
- GP Sven Nys
- Cyclocross Gullegem
- Brussels Universities Cyclocross
- Krawatencross
- Noordzeecross
- Vestingcross

2020/21
- Europameisterin
- Telenet Superprestige Gieten, Gieten
- Telenet Superprestige Ruddervoorde
- X²O Trofee, Herentals
- X²O Trofee, Baal - GP Sven Nys
- X²O Trofee, Hamme - Flandriencross
- X²O Trofee, Lille - Krawatencross
- X²O Trofee, Brussels - Universities Cyclocross
- UCI World Cup, Overijse
- GP Leuven

2022/23
- Europameisterschaft
- Jaarmarktcross Niel
- Vlaamse Aardbeiencross Merksplas
- Superprestige Heusden-Zolder
- Superprestige Gullegem
- Superprestige Middelkerke
- Gesamtwertung Superprestige

2023/24
- Superprestige Ruddervoorde
- Europameisterschaft
- Jaarmarktcross Niel
- UCI World Cup, Dendermonde
- Vlaamse Aardbeiencross Merksplas
- UCI World Cup, Troyes
- UCI World Cup, Cyclocross de Namur Citadelle
- Weltcup-Gesamtwertung
- Gesamtwertung Superprestige

2024/25
- Kermiscross Ardooie
- Superprestige Ruddervoorde
- Exact Cross Heerderstrand, Heerde
- Europameisterschaft
- Jaarmarktcross Niel
- Vlaamse Aardbeiencross Merksplas
- X²O Trofee, Hamme - Flandriencross
- UCI World Cup, Cyclocross de Namur Citadelle
- UCI World Cup, Zonhoven
- Superprestige Zilvermeercross